# Roden (Pays-Bas)
Pour les articles homonymes, voir Roden.

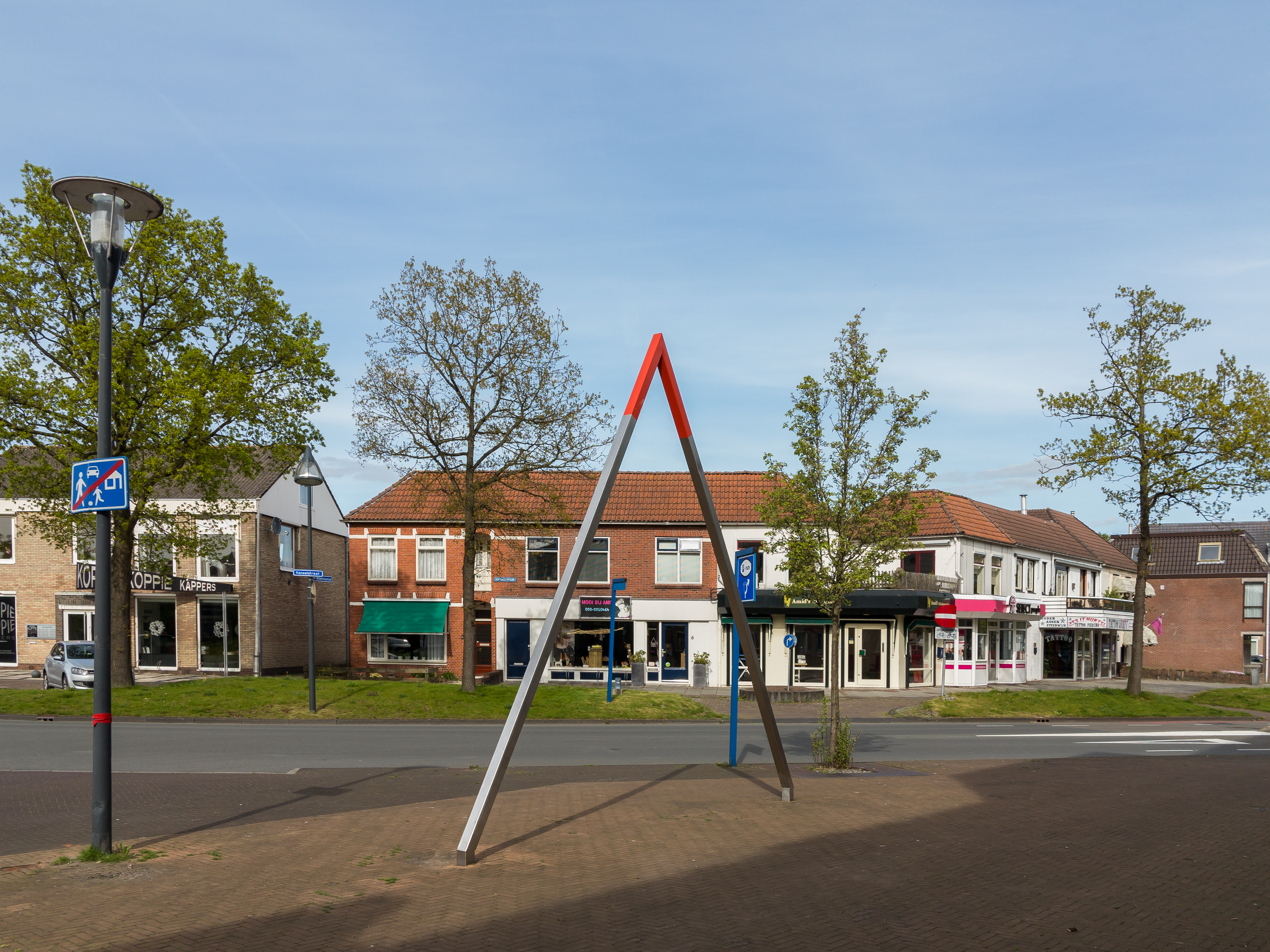
Kanaalstraat-Julianaplein.

Roden est un village situé dans la commune néerlandaise de Noordenveld, dans la province de Drenthe. Le 1er janvier 2008, le village comptait 14 844 habitants.
Roden était une commune indépendante jusqu'au 1er janvier 1998. À cette date, la commune fusionna avec Peize et Norg pour former la nouvelle commune de Noordenveld. Roden est le chef-lieu de cette nouvelle commune.

## Personnalités liées à Roden
- Ineke Lambers-Hacquebard (1946-2014), femme politique.